# Moving Anthropology Student Network
 (juin 2011).
Si vous disposez d'ouvrages ou d'articles de référence ou si vous connaissez des sites web de qualité traitant du thème abordé ici, merci de compléter l'article en donnant les références utiles à sa vérifiabilité et en les liant à la section « Notes et références ».
Le Moving Anthropology Student Network (MASN) est une association indépendante et une plate-forme ouverte pour communiquer et créer. Le terme « étudiant » doit être compris au sens le plus large. Le réseau est en effet ouvert à toutes personnes intéressées par l’anthropologie sociale et culturelle souhaitant partager leur expérience et promouvoir un processus d’apprentissage mutuel. 
Ce réseau a été créé en 2005 à Vienne par une vingtaine d’étudiants en anthropologie de six pays européens différents. L'idée est de permettre un échange de connaissances et d'expériences par des rencontres en face-à-face autant que par des échanges sur le net, grâce aux espaces de discussions et aux nombreuses autres fonctionnalités du site internet. Depuis le début, les initiateurs du MASN ont tenu à développer un réseau le plus ouvert possible afin de permettre la libre circulation des personnes et des idées en mettant à disposition un espace permettant à cette dynamique de se développer. 
Ce réseau rassemble aujourd'hui plusieurs centaines d’anthropologues et de personnes intéressées par les questions anthropologiques, de plus de 60 pays. Cette plate-forme ouverte suit une approche ascendante : la page d'accueil et ses groupes d’intérêts sont perçus comme des outils de connexion virtuelle proposant des discussions et des forums d'information à ses membres, qui non seulement soutiennent, mais définissent ce réseau.

## Conférences MASN
En plus de ses activités dans l’espace virtuel, le MASN conduit des conférences annuelles ou semestrielles qui occupent une place centrale dans ce réseau. Organisées dans leur intégralité par des groupes locaux, elles offrent aux participants la possibilité d’établir des contacts directs entre eux. Les présentations, les tables-rondes, les ateliers, les événements sociaux sont élaborés sur des recherches en cours, des approches méthodologiques et académiques de différentes perspectives. Ces évènements sont des espaces d’échange pour des discussions scientifiques et l’élaboration de projets et de réflexions futurs. 
Les neuf dernières conférences,, du MASN se sont tenues dans toute l'Europe : Autriche, Croatie (2 fois), Pologne (2 fois), Allemagne, Italie, Slovénie, Irlande. 
La lecture des appels à communication, l’hébergement des participants, l’élaboration des programmes et la recherche de financements ont été coordonnés par les « jeunes chercheurs » pour les « jeunes chercheurs », sans aucune hiérarchie entre eux.
1re MASN-conférence « Connecting Europe – Transcending Borders »
Du 3 au 6 novembre 2005, à Ottenstein, Autriche
2e MASN-conférence « Anthropology in Action » 
Du 8 au 12 novembre 2006, à Opatija, Croatie. 
3e MASN-conférence « Acting upon reality »
Du 18 au 22 avril 2007, à Łopuszna, Pologne
4e MASN-conférence « Exploring Anthropology »
Du 7 au 11 novembre 2007 à Blaubeuren, Allemagne
5e MASN-conférence « Empowering Anthropology »
Du 4 au 9 mai 2008, à Sienne, Italie
6e MASN-conférence « Borders, Boundaries and Frontiers »
Du 19 au 24 août 2008, à Osilnica, Slovénie
7e MASN-conférence « Ethics and Humand Rights in Anthropological Perspective »
Du 24 au 28 mars 2010, à Krzyżowa, Pologne
8e MASN-conférence « Anthropological Trajectories »
Du 20 au 22 août 2010, à Maynooth, Irlande 
9e MASN-conférence « What are we doing? Multiple roles, uses and influences of anthropology in contemporary society »
Du 2 au 6 mai 2011, à Ludbreg, Croatie
10e MASN-conférence « Being Consciousness - from Knowledge and Knowing to Consciousness »
Du 6 au 10 juin 2012, à Kautzen, Autriche